# Harald Mårtens

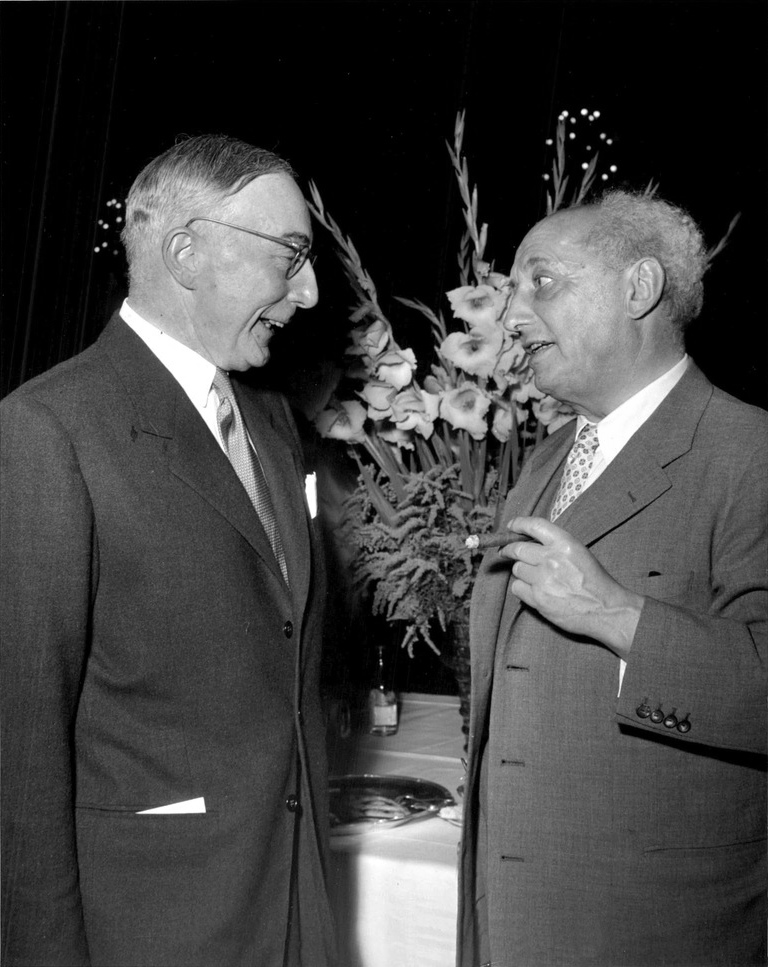
Harald Mårtens i samspråk med professor Erik Warburg i stadshuset.

Gustaf Harald Mårtens, född 26 juli 1896 i Kristianstad, död 10 september 1989 i Västerleds församling, var en svensk politiker. 
Mårtens var son till grosshandlare Mårten Pehrson och Anna Granlund. Han tog sig efternamnet Mårtens 1912.

## Utbildning
Mårtens studerade vid Handelshögskolan i Stockholm då denna var belägen i Brunkebergs hotell på Brunkebergstorg 2 i Stockholm avlade ekonomisk examen vid högskolan och erhöll titeln Diplomerad från Handelshögskolan i Stockholm (DHS). Han var Handelshögskolans i Stockholm studentkårs ordförande 1920-1921.   

## Karriär
Mårtens var därefter kommunalpolitiker (folkpartist), borgarråd och ordförande i stadskollegiet i Stockholm. Han köpte 1924 Rinkesta slott.  
Kommendör av Kungl. Vasaorden (KVO) 1954 (RVO 1942) 
Riddare av Kungl. Nordstjärneorden (RNO) 1948   

### Webbkällor
- Harald Mårtens i Vem är det 1969
- Harald Mårtens i Svenska män och kvinnor (1949)

## Fotnoter
1. 1 2 3 4  Sveriges dödbok 1860–2017, sjunde utgåvan, Sveriges Släktforskarförbund, november 2018, läst: 22 augusti 2021.[källa från Wikidata]
2. ↑  Kristianstads stadsförsamlings kyrkoarkiv, Församlingsböcker A II a/11, sida 963; url=https://sok.riksarkivet.se/bildvisning/00115042_00148
3. ↑  Kristianstads stadsförsamlings kyrkoarkiv, Församlingsböcker A II a/20, sida 1100; url=https://sok.riksarkivet.se/bildvisning/00115051_00180
4. ↑  Göransson, Per. Sveriges körgeografier : En studie av Svenska kyrkans och Sveriges körförbunds körverksamheter. Karlstad University Press. https://doi.org/10.59217/udzo2535. Läst 11 mars 2025.